# Cokeries de Marly
De Cokeries de Marly (later Carcoke) was een cokesfabriek te Neder-Over-Heembeek.

## Geschiedenis

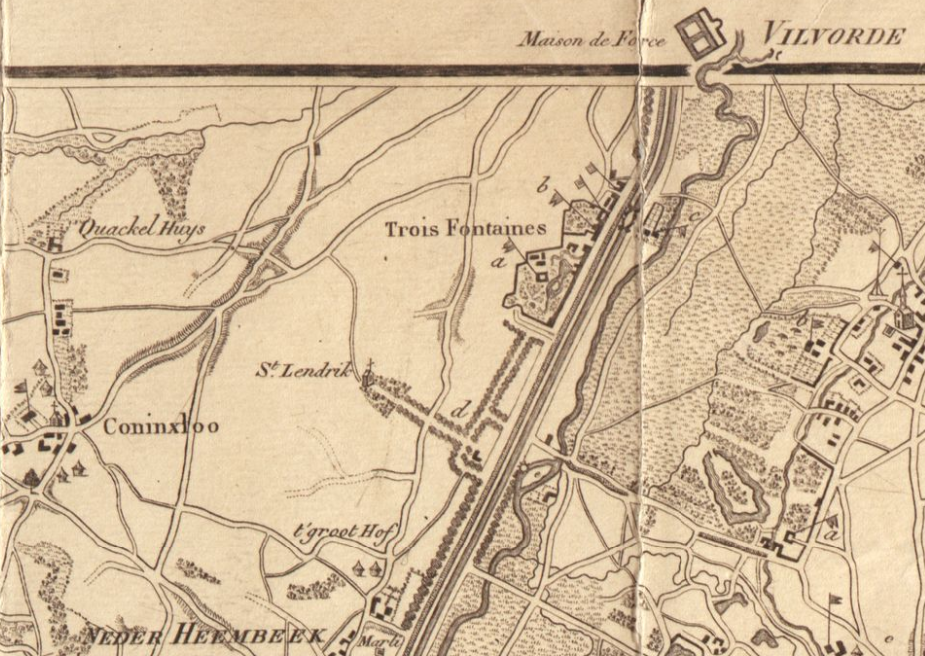
Kaart van het gehucht Ransbeek uit 1810, vóór de oprichting van de fabriek. 'Marly' is zichtbaar bij Neder-Heembeek in het zuiden

### Oprichting van de cokesfabriek
De fabriek werd gebouwd op de locatie van het verdwenen gehucht Ransbeek en op gronden die voorheen tot het parkdomein van Alfred Orban behoorden. Ransbeek was gelegen aan het Zeekanaal Brussel-Schelde in het noorden van de gemeente Neder-Over-Heembeek. Het belangrijkste gebouw in het gehucht was het kasteel van Mariansart. In 1930 verdween het gehucht en werd de cokesfabriek annex teerdestilleerderij met de naam Cokeries de Marly opgericht door drie firma's: de Société Belge de l'Azote (SBA), de Compagnie de Gaz et d'Electricité ('Gazelec') en de Société Métallurgique Hainaut-Sambre. In 1931 bouwt de Chemin de Fer Industriel de Budabrug over het zeekanaal Brussel-Rupel zodat de cokesfabriek zijn cokes kan afvoeren via het spoor van de CFI. De grondstoffen (steenkool) werden aangevoerd per boot.

### Chemische fabriek Marly en Hainaut-Sambre
De bijproducten werden verwerkt in de naastgelegen vestiging van Société des Produits Chimiques du Marly. In 1937 fuseerde deze chemische fabriek met SBA, mede-oprichter van de cokesfabriek. De nieuwe naam van SBA werd Société Belge de l'Azote et des Produits Chimiques du Marly. Dit bedrijf werd eind jaren 60 van de 20e eeuw opgenomen in de groep Hainaut-Sambre van Albert Frère, waardoor Hainaut-Sambre sindsdien ook de voornaamste eigenaar werd van de Cokeries de Marly.

### Neergang
Einde jaren 60 van de 20e eeuw sloten al enkele Belgische cokesfabrieken, maar de vraag naar cokes in de hoogovenindustrie was nog groot. De afzet van steenkoolgas nam echter af, vanwege de komst van het aardgas en de gasproducten uit de aardolieraffinage. De Cokeries de Marly verzochten om 30 nieuwe cokesovens te mogen plaatsen, doch het stadsbestuur weigerde dit. Er werkten toen 325 mensen. Ondertussen kwam het fabrieksterrein steeds meer in de buurt van oprukkende woonwijken te liggen. De Haven van Brussel ondersteunde echter de cokesindustrie, aangezien deze voor een aanzienlijk deel (12%) van de door de haven gerealiseerde goederenstroom uitmaakte. In 1970 werd de vergunning verleend en in 1972 kwamen de nieuwe ovens in bedrijf, doch nu bevond de vraag naar cokes zich in een neergang.
De cokesfabrieken van Marly, Zeebrugge en Tertre gingen in 1975 samen verder onder de naam Carcoke, een onderdeel van Hainaut-Sambre. In 1981 werd Hainaut-Sambre overgenomen door Cockerill. De nieuwe groep kreeg de naam Cockerill-Sambre.
Begin jaren 80 van de 20e eeuw werd duidelijk dat het bedrijf ten dode was opgeschreven. Noodzakelijke investeringen werden niet meer doorgevoerd.

### Sluiting, afbraak en sanering

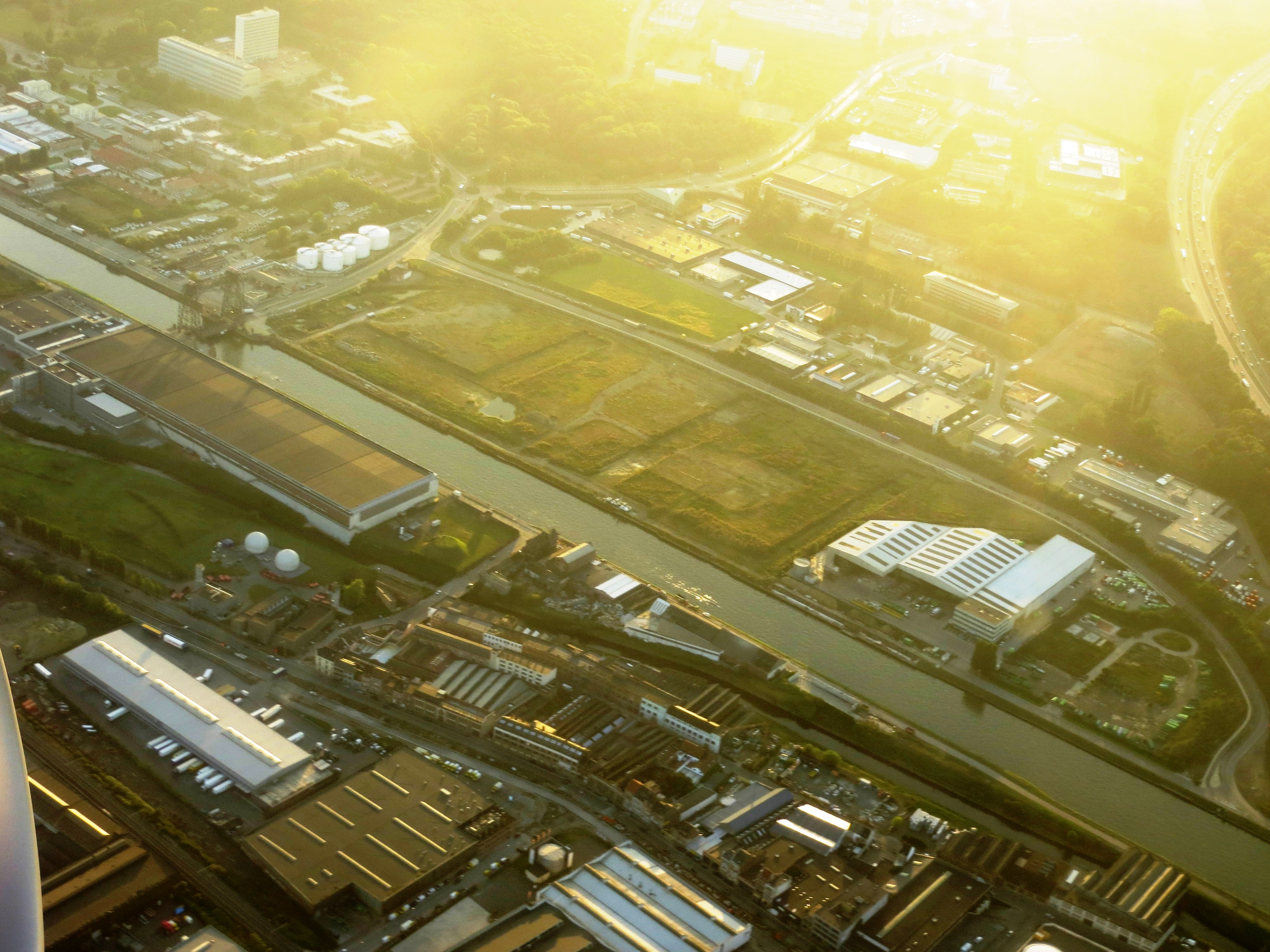
De omgeving van de voormalige cokesfabriek (rechts van de Budabrug) in 2012

In 1993 werd de fabriek gesloten. Als reden daartoe werd opgegeven dat de milieunorm voor benzopyreen in het afval te streng zou zijn. 135 mensen verloren hun baan en een zwaar vervuild terrein van 12 ha bleef achter. Het bedrijf Carcoke werd opgegeven en de saneringskosten voor het terrein moesten door de gemeenschap worden betaald. Na de vereffening van Carcoke kwamen de gronden voor één symbolische euro in handen van het Brussels Hoofdstedelijk Gewest.
Eind jaren 90 van de 20e eeuw werd het terrein aangekocht door de Haven van Brussel en de Gewestelijke Ontwikkelingsmaatschappij voor het Brussels gewest teneinde het terrein te saneren en in te zetten voor hernieuwde industrialisatie. Het huidige bedrijventerrein "Galilei" bevindt zich op een deel van de terreinen van de voormalige cokesfabriek. Eind 2003 was er nog een brand in een van de destillatietorens. In 2005 werden de gebouwen met behulp van springstoffen gesloopt. De sanering kostte uiteindelijk 22,5 miljoen euro.
Eind 2015 werd er op de site van de voormalige cokesfabriek gestart met de bouw van een groot nieuw postsorteercentrum van Bpost.